# Klasevallmo
Klasevallmo (Dicranostigma leptopodum) är en vallmoväxtart som beskrevs av Karelin och Kirilow. Enligt Catalogue of Life ingår Klasevallmo i släktet klasevallmosläktet och familjen vallmoväxter, men enligt Dyntaxa är tillhörigheten istället släktet klasevallmosläktet och familjen vallmoväxter. Arten förekommer tillfälligt i Sverige, men reproducerar sig inte. Inga underarter finns listade i Catalogue of Life.